# Carlo Toniatti
Carlo Toniatti (født 1892 i Zadar, død 1968) var en italiensk roer.
Toniatti deltog ved OL 1924 i Paris, hvor han var med i italieneres otter. De vandt deres indledende heat, hvorpå de i finalen kom på en tredjeplads slået af USA og Canada, der vandt henholdsvis guld og sølv. De øvrige medlemmer af den italienske båd var brødrene Šimun, Frane og Ante Katalinić, samt Bruno Sorić, Giuseppe Crivelli, Petar Ivanov, Latino Galasso og styrmand Viktor Ljubić.
Toniatti vandt desuden en EM-sølvmedalje i otter ved EM 1922 i Barcelona og en guldmedalje i samme disciplin ved EM 1923 i Como.

## OL-medaljer
- 1924:  Bronze i otter